# Caterina Cornaro

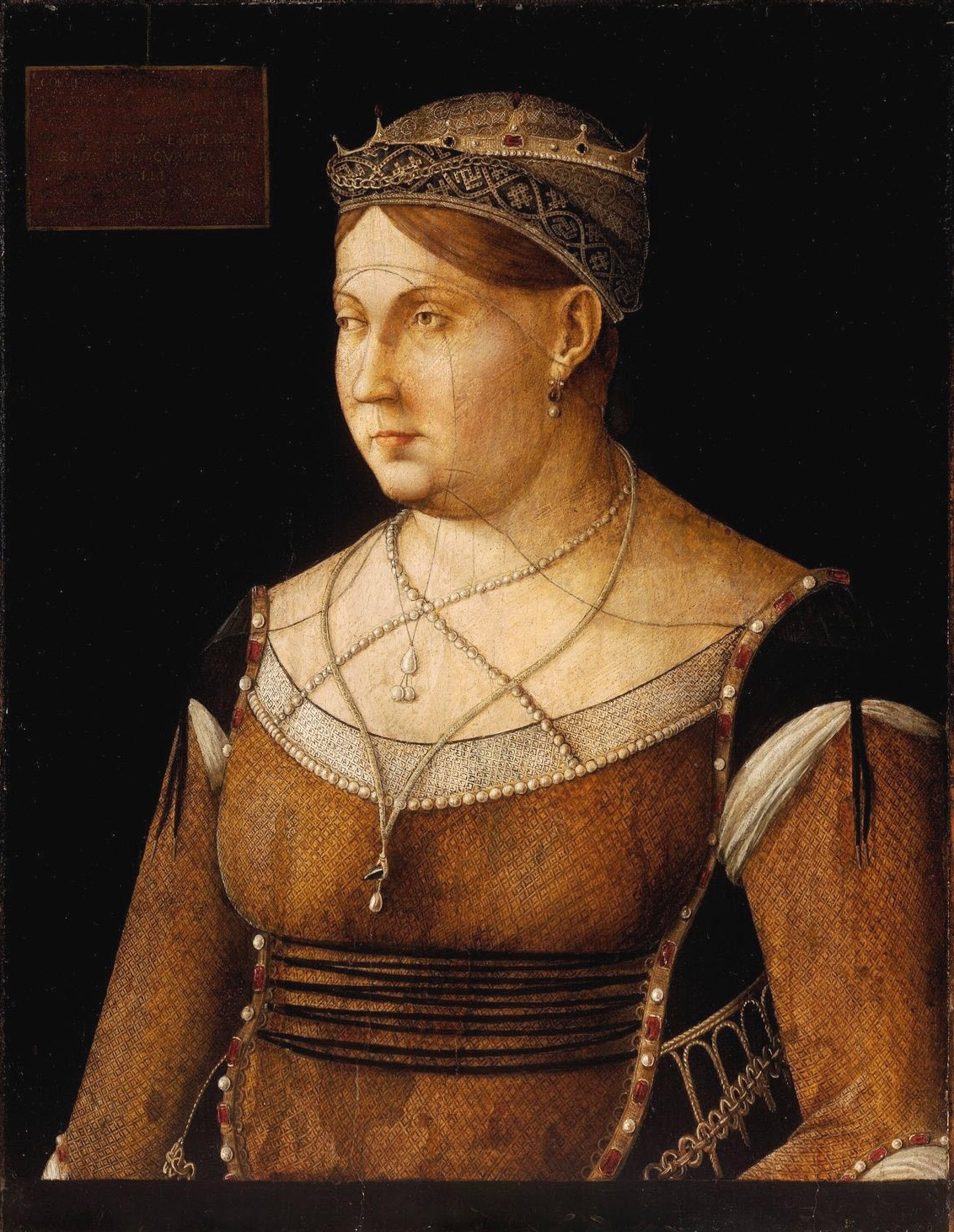
Gentile Bellini: Porträt der Caterina Cornaro, Königin von Zypern, um 1500

Caterina Cornaro oder Corner (* 25. November 1454 in Venedig; † 10. Juli 1510 in Asolo) war von 1474 bis 1489 letzte Königin von Zypern.

## Leben
Caterina entstammte dem Geschlecht der Corner. Sie war die älteste Tochter des Patriziers Marco Corner (dessen gleichnamiger Urgroßvater war von 1365 bis 1368 Doge von Venedig) und dessen Ehefrau Fiorenza Crispo, einer Enkelin von Francesco I. Crispo, dem Herzog von Naxos. Caterinas Familie unterhielt seit Generationen Geschäftsbeziehungen mit Zypern; sie produzierte Zucker auf der Insel und führte verschiedene Handelsgüter nach Venedig aus.

### Königin von Zypern
Jakob II. von Lusignan war 1463 nach einer erfolgreichen Auseinandersetzung mit seiner Halbschwester Charlotte auf den Thron Zyperns gelangt. Er war mit Caterinas Vater und ihrem Onkel befreundet, die ihn wahrscheinlich finanziell unterstützt haben, und wählte Caterina 1468 zu seiner Gemahlin. Die Hochzeit – in Abwesenheit des Bräutigams – fand am 30. Juli 1468 in Venedig statt. Die Eheschließung war für beide Seiten vorteilhaft: Während Venedig seine Handelsrechte und andere Privilegien auf Zypern absichern konnte, konnte Jakob seine Herrschaft festigen, da sein Thronanspruch als unehelich Geborener umstritten war.
Im November 1472 segelte Caterina nach Zypern, wo sie noch einmal mit Jakob vermählt wurde. Vor ihrer Abreise war sie zu einer „Tochter des Heiligen Markus“ ernannt worden; auf diese Weise reklamierte Venedig einen Anspruch auf die Insel für den Fall von Jakobs Ableben. Nur acht Monate später starb der König nach kurzer Krankheit, während Caterina schwanger war. Kurz darauf brachte sie einen Sohn zur Welt, für den sie die Regentschaft übernahm. Dieser, Jakob III., starb jedoch noch als Säugling (er wurde nur rund ein Jahr alt), vermutlich durch eine Krankheit, möglicherweise aber auch durch Gift.
Caterina wurde nun offiziell zur Königin von Zypern gekrönt. Ihre Herrschaft war jedoch wenig gefestigt, in ihren Regierungsgeschäften wurde sie ständig von Vertretern der Republik Venedig beraten und überwacht. Die von Genua unterstützte Opposition versuchte sie zu einer weiteren Ehe zu überreden, in der Hoffnung auf einen Thronfolger, um die Insel so vor dem Zugriff Venedigs zu bewahren. Venedig durchkreuzte jedoch diese Pläne: Um sich Zyperns bemächtigen zu können, drängte Venedig Caterina zur Abdankung; eine vor der Insel ankernde Flotte unterstrich dies nachdrücklich. Nach Intervention ihres Bruders Giorgio gab sie schließlich nach und entsagte dem Thron. Zypern fiel somit 1489 an die Serenissima.

### Asolo

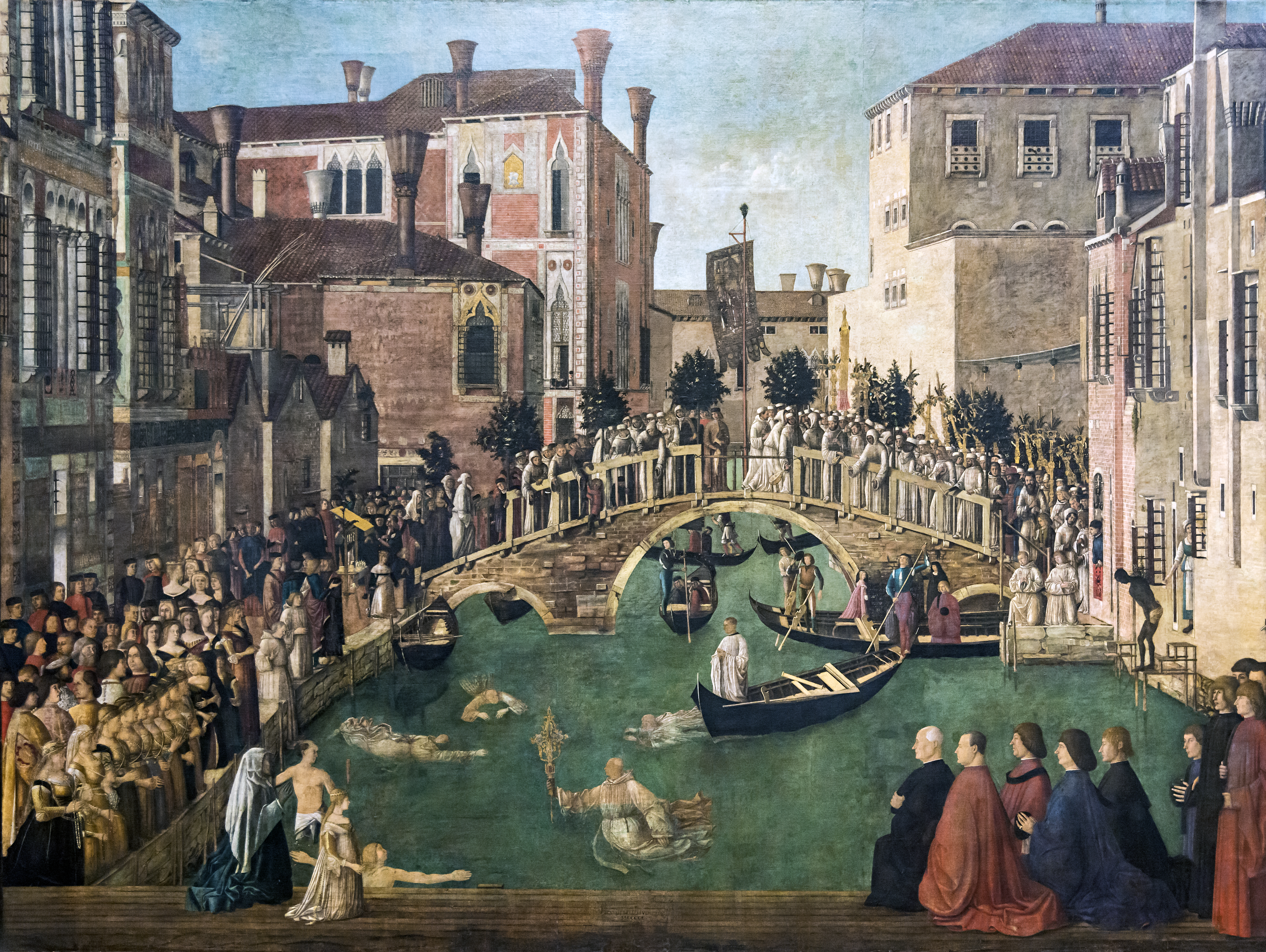
Gentile Bellini: Das Kreuzeswunder auf der Brücke von San Lorenzo (1500)

Nach ihrer Rückkehr nach Venedig wurde sie mit der Stadt und Burg Asolo in Oberitalien entschädigt, wo sie für die nächsten zwanzig Jahre ihren Wohnsitz nahm. Titel und Rang einer Königin durfte sie zwar behalten, hatte aber de facto keine Rechte eines Souveräns, sondern stand unter der Aufsicht der Republik. Caterina residierte umgeben von Dichtern, Gelehrten und Künstlern. Hervorragendes Mitglied ihres Kreises war der Humanist Pietro Bembo. Sein Buch Gli Asolani ist ein Dialog unter Hofleuten über die Liebe, in dem er eines der zentralen Themen der Renaissance, die Reflexion über eine idealisierte und spiritualisierte Liebe gemäß der Konzeption des Florentiners Marsilio Ficino, anschlägt.
Caterina starb am 10. Juli 1510 und wurde in der Kirche Santi Apostoli bestattet. Von dort wurde ihr Leichnam 1584 in die Kirche San Salvador überführt, wo ihre Familie Plätze für Grabstätten erworben hatte. Vor ihrem dortigen Grabmonument markiert eine Bodenplatte mit lateinischer Inschrift, die sie als Königin Zyperns, Jerusalems und Armeniens bezeichnet, den Begräbnisort. Das zentrale Relief des Monuments zeigt Caterina nach ihrer erzwungenen Abdankung 1489 zusammen mit dem Dogen Agostino Barbarigo bei der Überreichung ihrer Krone an die Republik Venedig, der Voraussetzung für ihre Rückkehr.

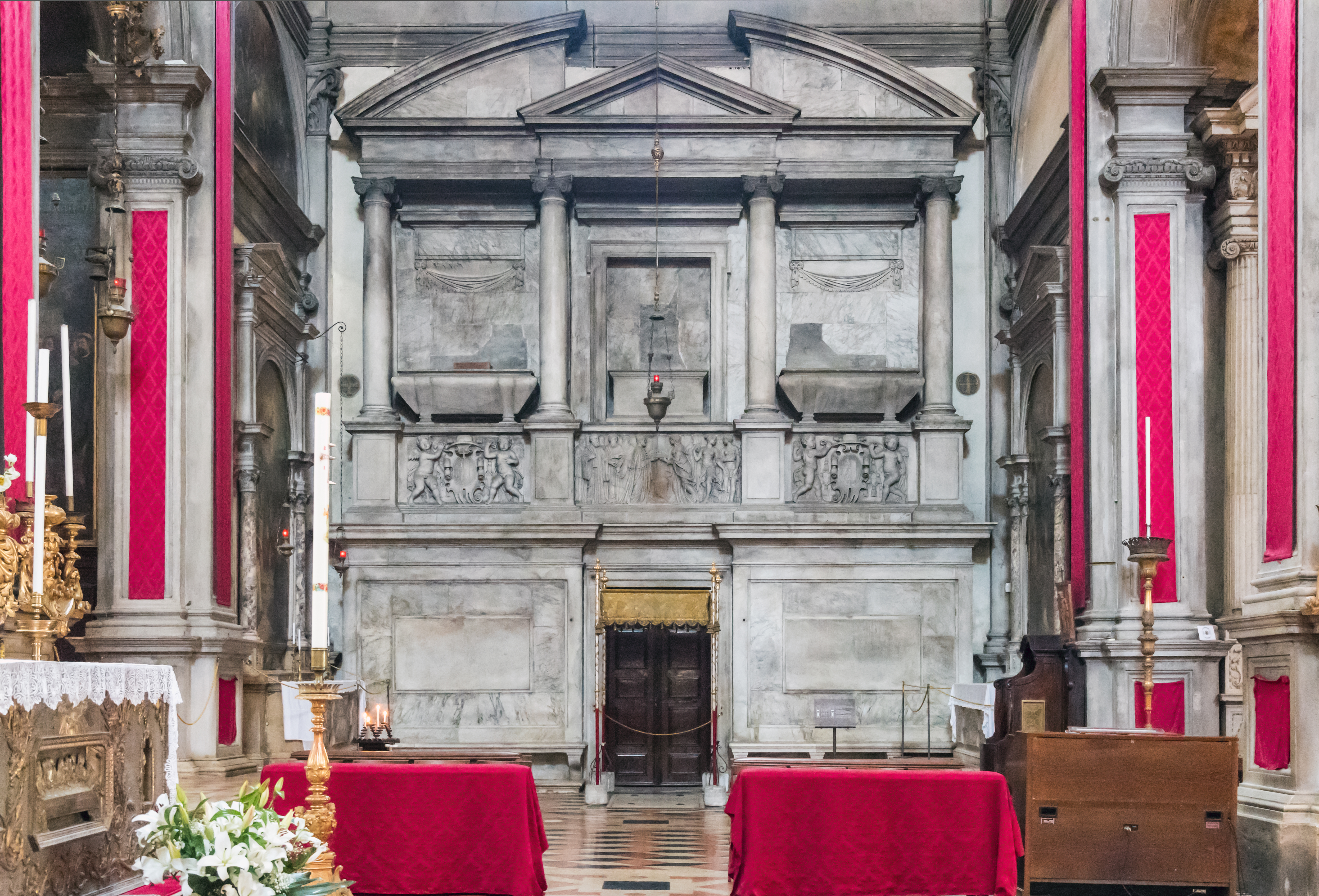
Das Grabdenkmal in der Kirche San Salvador
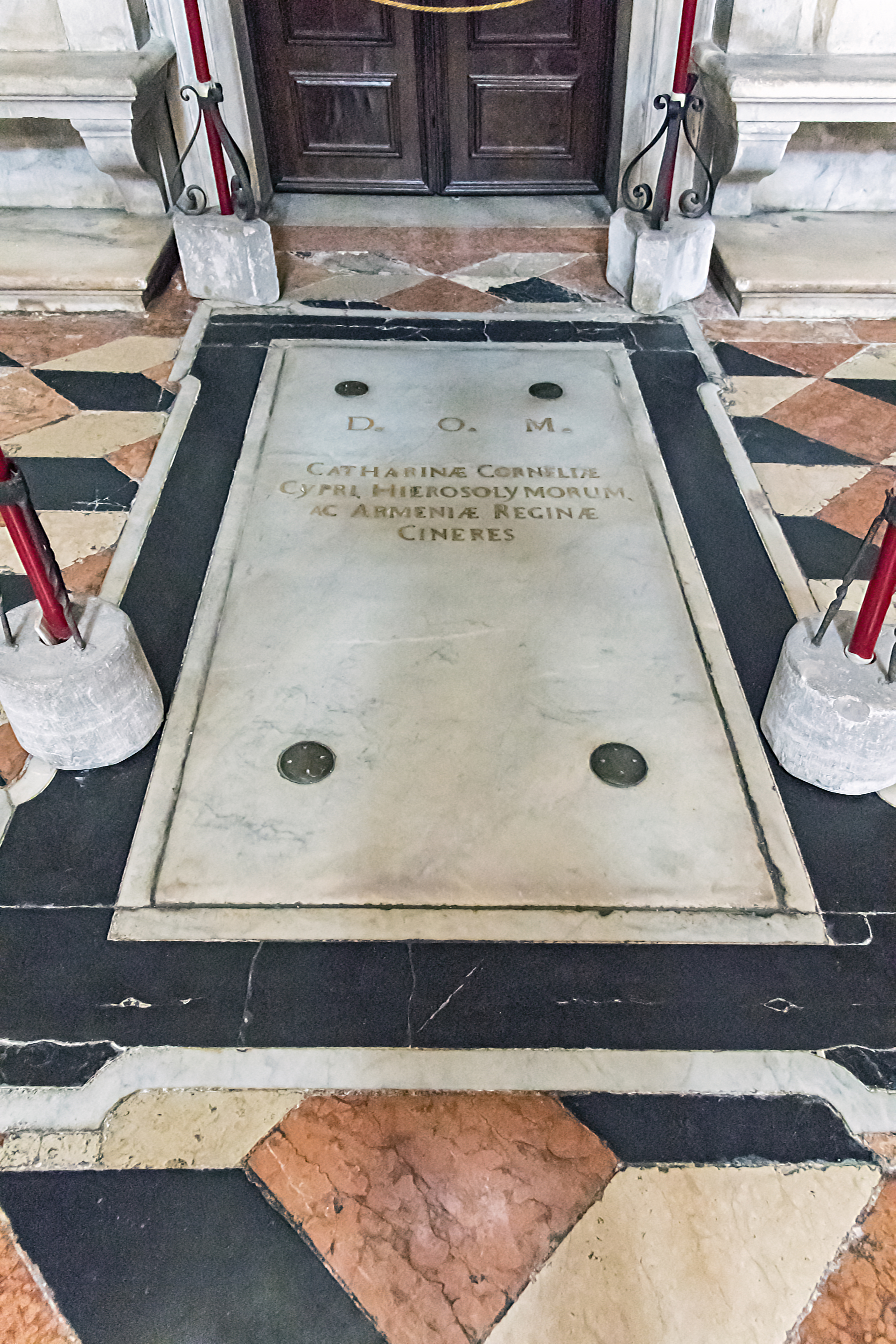
Grabplatte mit Inschrift

## In Kunst und Literatur
Caterina betätigte sich in Asolo als Mäzenin und gab den Bau eines Sommerschlosses in Auftrag.

### Malerei
Zu ihrem Kreis gehörte wahrscheinlich auch der junge Giorgione, der laut Vasari ein Porträt Caterinas malte, das aber nicht erhalten ist. Tuzio Costanzo, der langjährige Condottiere Caterinas, beauftragte Giorgione mit dem Altarbild in Castelfranco Veneto.
Sie wurde von Gentile Bellini (1429–1507) ca. 1500 porträtiert (Szépművészeti Múzeum, Budapest). Auch das Bild „Das Wunder des wahren Kreuzes“ desselben Künstlers (Accademia, Venedig) von 1500 zeigt sie vermutlich als kniende Figur auf der linken Seite im Profil. Ein Bild von Paolo Veronese (oder seiner Söhne) in der Berliner Gemäldegalerie zeigt Caterina Cornaro, wie sie die Krone Zyperns an den Dogen von Venedig übergibt. Der österreichische Historienmaler Hans Makart malte „Venedig huldigt Catarina Cornaro“ für die Weltausstellung 1873 (10 Meter lang und 4 Meter breit) in Wien.
In der 2. Szene des Hörspiels Caterina Cornaro von Marie Luise Kaschnitz kündigt ein venezianischer Ratsherr an, man werde „sie von Meister Tizian malen lassen“ – damit ist auf Tizians Gemälde der Caterina Cornaro in den Uffizien in Florenz angespielt.

### Oper
Ihr Leben bildete das Thema von fünf Opern, z. B. von Franz Lachner (Katharina Cornaro, 1841, Libretto von de Saint-Georges), Donizetti (Caterina Cornaro, Neapel 1844), Fromental Halévy (La reine de Chypre) und Michael William Balfe (The daughter of St. Mark, 1844).
Die Wiener Schriftstellerin Anna Forstenheim schrieb 1875 ein Drama Catarina Cornaro.

### Weiteres
Ihr Schloss in Potamia (Zypern) verfällt heute.